# 碳鈦合金
碳鈦合金（英語：Carbotanium）是揉合了鈦合金的碳纖維增強聚合物，同時擁有鈦合金的高強度和韌性，亦不失碳纖維輕巧的特質。

## 商業應用
帕加尼是首個應用這技術的車廠，帕加尼Huayra的車身整個以碳鈦合金打做，由於做價高昂，車輛售價高達140萬美金。